# Bolívar (El Salvador)
Bolívar es un distrito salvadoreño fundado en el año de 1837.

## Ubicación geográfica
El distrito de Bolívar pertenece al municipio de La Unión Norte en el departamento de La Unión, ubicado en la zona oriental de El Salvador. Está limitado por los siguientes distritos: al norte, por Jocoro (Departamento de Morazán) y Santa Rosa de Lima; al este, por San José; al sur, por San Alejo y al oeste, por Yucuaiquín.

## División político-administrativa
Para su administración, el distrito se divide en 8 cantones los cuales son:
- Albornoz
- Candelaria
- El Tránsito
- Guadalupe
- La Paz
- La Rinconada
- Nueva Guadalupe
- Santa Lucía

## Geografía
Hidrografía
Riegan el distrito los ríos: Agua Caliente, Los Vega, Grande de Bolívar o El Zapote, La Paz, Tepemechín y La Manzanilla; las quebradas: Guapinol, El Puente o Los Girón, El Tigre, La Bruja, El Manzano, El Platanar, Las Cuevitas, El Agua Zarca, La Torrecilla, Los Almendritos, Las Flores, Romelia, Las Lajitas, Las Pilas, El Cementerio, El Cerro, La Canoa, La Paloma, La Ciénaga, El Salto, La Rinconada, Las Uvas, Las Tunas, Los Almendros, Los Pereira, El Limón, El Castaño, El Roble o Las Queseras, Los Talpetates y Los Guerra. Los ríos principales son Grande de Bolívar o El Zapote que recorre 8,2 km dentro del municipio y La Paz, cuyo recorrido dentro del municipio es de 3,3 km
Orografía
Los rasgos orográficos más notables son los cerros: El Cucurucho, El Mango Solo, La Coyotera, Guapinol, La Mora, El Tigre, La Sillita, El Coyol, El Trompillo, Guadalupe, Ayacaste, El Pacún, La Torrecilla, Con Hombros, Los Jiotes, Grande, El Aguacate, Alto El Castaño, Las Uvas, Barba de Oro, La Escoba, Guacarán, de La Rinconada, El Zapote, El Espino y El Tambor; las lomas: El Perico, El Mojón, El Caracol, Los Espinal, El Potrerón, El Aparejo, Tres Piedras, de Romelia, Chachaguata, Los Molina, El Divisadero, La Araña, del Campo Santo y Joya Las Tunas. Los Cerros principales son: Las Uvas (232,0 msnm); La Torrecilla (510,0 msnm); Guacarán (350,0 msnm);  y Guapinol (350,0 msnm).
Clima
El clima es caluroso y pertenece al tipo de tierra caliente. El monto pluvial anual oscila entre 1.600 y 2.000 mm.
Dimensiones
El distrito tiene 51.59 km²
Población
La población estimada para 2024 es de 3.482 habitantes. Lo cual significa una densidad de 67.49 hab/km².

## Industria y Comercio
Existe la elaboración de productos lácteos, ebanistería y talleres de obra de banco. En el comercio local existen tiendas y otros pequeños negocios. Su comercialización la realiza con las cabeceras distritales de Santa Rosa de Lima, San José, Yucuaiquín, San Alejo y otras.

## Vías de comunicación
El pueblo de Bolívar se comunica por carretera pavimentada con la ciudad de Santa Rosa de Lima; por carretera pavimentada con la villa de San José y con calle de tierra mejorada con Yucuaiquín y con la ciudad de San Alejo. Cantones y caseríos se enlazan por caminos vecinales a la cabecera municipal.

## Datos de la cabecera municipal
La cabecera de este distritoo es La Villa de Bolívar, situada a 160 msnm y a 28,5 km al NW de la ciudad de La Unión, sus calles son pavimentadas y adoquinadas. La Villa se divide en los barrios: Concepción, El Calvario ,Las Brisas , El Centro Y Colonia Nueva Bolivar . La fiesta patronal se celebra del 21 al 30 de octubre en honor a San Simón Apóstol.

## Historia
En un informe del gobernador de La Unión, de fecha 19 de agosto de 1879, se dice: "Este pueblo fue fundado por El General Colombiano Narciso Benítez el año 1827, quien le puso aquel nombre en memoria del héroe de la Independencia Sudamericana, general Don Simón Bolívar".
Desde su fundación hasta el 22 de junio de 1865, perteneció al antiguo partido de San Alejo, en el departamento de San Miguel y desde esta fecha al distrito de La Unión, en el departamento homónimo.

## Sitios turísticos
Los sitios de atracción turística en el distrito son: La Ciénaga,El Mango Dulce,Las Grutas de Peña del Diablo,Poza La Pedernal,Las Cuevitas y Piedra del Diablo en donde hay petrograbados.